# Дом культуры «Компрессор»
Дом культуры «Компрессор» — здание в стиле конструктивизма, расположенное по адресу шоссе Энтузиастов, 28/2 в районе Перово в Восточном административно округе Москвы.

## История
Здание было построено молодым архитектором-конструктивистом, членом Объединения современных архитекторов (ОСА) Владимиром Владимировым в 1927—1928 годах как рабочий клуб «Пролетарий», первый рабочий клуб профсоюза металлистов. Клуб был открыт в мае 1929 года, приёмку осуществила комиссия, в которую вошли представители союза металлистов, ВЦСПС, Моссовета, завкомы заводов «Котлоаппарат» и «Электропровод». Помимо «Котлоаппарата» и «Электропривода» учреждение обслуживало Первый и Владимировский химические заводы.
В 1930 году был выдвинут лозунг художественного шефства над рабочими клубами и шефом клуба «Пролетарий» стала Ассоциация художников революции. Предполагалось, что художественные мастерские и кружки будут работать как комбинаты по изготовлению костюмов, декораций для театральных постановок. Однако к началу 1930-х творческие объединения и союзы попали в немилость к советской власти и были разогнаны. В 1931 году завод «Котлоаппарат» был переименован в «Компрессор», вслед за чем клуб был реорганизован в дом культуры «Компрессор». Вплоть до конца XX века в здании располагались различные кружки художественной самодеятельности, которые посещали жители окрестных районов.

## Архитектура
Клуб был возведён на открытом участке, обращён передним фасадом к трамвайной линии, задним и боковым — к рабочему посёлку. Архитектор разделил здание на клубный (кружковый) правый корпус и зрелищный (театральный) левый и соединил их галереей. Здание имеет асимметричную композицию, подчёркнутую опоясанную балконом башней, которая фиксирует угол, где ведущая от проходной дорога вливалась в магистраль шоссе. Контуры и силуэты, образованные прямыми линиями и большими остеклёнными поверхностями создавали впечатление железобетонной конструкции, несмотря на то, что здание выстроено из кирпича.
Вход зрелищного корпуса вёл в просторный вестибюль с гардеробом и фойе в форме буквы «Т». Одной стороной фойе прилегало к зрительному залу, другой — образовывало соединяющее корпуса остеклённое звено. Зрительный зал был рассчитан на 864 человека. В летнее время его задняя стена должна была раздвигаться, чтобы сцена могла использоваться для расположенного в парке летнего театра. В клубном корпусе располагались библиотека, читальня, врачебный кабинет и 9 комнат кружков, соединённых общим коридором: кружок кройки и шитья, военный кабинет, юношеская секция, детская комната, кружок фотографии и радиотехники, шахматно-шашечный кружок и другие. Физкультурный зал и радиоуголок размещались на третьем этаже башни, нижний уровень занимали столовая и служебные помещения. Декоративному оформлению помещений было уделено отдельное внимание. Мебель для читальни и фойе была изготовлена на заказ. В 1929 году в здании появилась фресковая роспись, выполненная художниками работавшими над московским клубом имени Дзержинского и московским клубом ВХУТЕИН: Яковом Цирельсконом, Фёдором Конновым, Львом Вязьменским, Давидом Мирласом, Тарасом Гапоненко, Фёдором Невежиным, Александром Ивановым и А. Немовым.
В 2008 году здание прошло реставрацию и было занято офисом и магазином мебельной фабрики «Шатура». Оригинальная шрифтовая композиция с текстом «Дом культуры „Компрессор“» была сперва заменена логотипом мебельной фабрики, затем снята. Фресковая роспись и другие детали интерьера были полностью утрачены.
С фасадной стороны здания, перед галереей, соединяющей корпуса, установлен памятник В. И. Ленину.